# Der Pirat (Film)
Der Pirat (Originaltitel: The Pirate) ist ein US-amerikanisches Filmmusical des Regisseurs Vincente Minnelli aus dem Jahr 1948, basierend auf einem Bühnenstück von S. N. Behrman. Die Uraufführung in den USA fand am 20. Mai 1948 statt.

## Handlung
Auf einer karibischen Insel lebt Manuela im Städtchen Calvados und träumt davon, vom legendären Piraten Mack Macoco entführt zu werden. Doch nach dem Willen ihrer Tante und ihres Onkels soll sie den Bürgermeister Don Pedro heiraten, einen dicken Tyrannen. Kurz vor ihrer Vermählung besucht Manuela den benachbarten Ort Port Sebastian. Ein Wanderzirkus gastiert dort, wobei der Führer der Artistentruppe, Serafin, mit allen Frauen flirtet. Er umschmeichelt auch Manuela. Er lobt ihre Schönheit und bittet sie, Don Pedro nicht zu heiraten. Die verärgerte Manuela verlässt daraufhin die Stadt. In der darauffolgenden Nacht findet sie keinen Schlaf, und sie schleicht sich heimlich zu Serafin, um seine Vorführung noch einmal zu besuchen.
Bei der Aufführung wird Manuela von Serafin hypnotisiert. Er glaubt, sie habe sich in ihn verliebt. Doch in ihrer Trance gesteht sie ihre Schwärmerei für den Piraten Macoco. Serafin weckt Manuela mit einem Kuss, die daraufhin voller Panik flieht. Am nächsten Tag, dem Hochzeitstag, erreicht der Zirkus Calvados. Serafin sucht Manuela auf und bittet sie, zu seiner Truppe zu kommen. Don Pedro hört Geräusche in Manuelas Zimmer, tritt ein und fordert Manuela auf, zu gehen, um Serafin eine Lektion zu erteilen. Serafin erkennt in Don Pedro den Piraten Macoco, der einst auch ein Schiff kaperte, auf dem Serafin Passagier war. Nun ist Macoco als Don Pedro im Ruhestand und korpulent geworden. Serafin erpresst Don Pedro, indem er ihm androht, seine wahre Identität an Manuela und die anderen Bürger zu verraten, wenn er es nicht erlaube, dass der Zirkus eine Aufführung geben dürfe.
Serafin beschließt, sich nun seinerseits als Macoco auszugeben, um Manuela für sich zu gewinnen. Er offenbart sich vor der ganzen Stadt und fragt Manuela, ob sie mit ihm gehen wolle. Doch Manuela verweigert sich. Als sie von ihrem Fenster aus einem Tanz von Serafin zusieht, beginnt sie zu träumen. Am nächsten Tag droht „Macoco“ damit, die Stadt niederzubrennen, sollte Manuela nicht mitgehen. Manuela willigt nun glücklich ein.
Versehentlich wird Manuela von einem Truppenmitglied auf Serafins Betrug aufmerksam gemacht. Sie gibt vor, Serafin verführen zu wollen, doch sie stellt ihn zur Rede und wirft verärgert mit Gegenständen nach ihm. Als sie ihn unabsichtlich trifft und er bewusstlos zu Boden geht, merkt sie, dass sie ihn liebt.
Zwischenzeitlich hat Don Pedro den Vizekönig davon überzeugt, dass Serafin wirklich Macoco ist und der für seine Taten hängen soll. In Serafins Ausrüstungswagen lässt er einen Armreif platzieren. Eine Armee-Patrouille findet den Armreif und verhaftet Serafin. Am Abend vor Serafins Hinrichtung sieht Manuela das falsche Beweisstück und erkennt, dass der Armreif das gleiche Design besitzt wie der Hochzeitsring, den ihr Don Pedro gab. Daraus schließt sie, dass Pedro der wahre Macoco ist.
Als letztem Wunsch wird Serafin eine Aufführung seiner Show gewährt. Als Höhepunkt der Darbietung soll Don Pedro hypnotisiert werden. Dazu benutzt er einen Spiegel als Hypnosemittel, doch der wird von Manuelas Mutter zerbrochen. Manuela gibt vor, von Serafin hypnotisiert zu sein, und gesteht vor allen Leuten ihre Liebe zu Macoco. Pedro ist eifersüchtig und gibt sich als Macoco zu erkennen. Er ergreift Manuela, wird aber von der Zirkustruppe mit Jonglierbällen und Sahnetorten angegriffen. Zuletzt finden Serafin und Manuela wieder zusammen.

## Hintergrund
- Diese MGM-Produktion war ein größerer Kinoflop; bei einem Budget von 3,7 Millionen US-Dollar spielte der Film weltweit nicht ganz drei Millionen ein.[1]
- Der Film entstand komplett in den MGM-Studios in Culver City.
- Tanzszenen der Nicholas Brothers, eines Stepptänzer-Duos, das auf Kellys Wunsch engagiert worden war, wurden bei den ersten Vorstellungen des Films in Memphis und anderen Städten im Süden der USA aus dem Film geschnitten, weil die beiden Tänzer afroamerikanischer Herkunft waren.
- Cole Porter schrieb Musik und Text aller fünf Gesangsnummern in diesem Filmmusical (Niña, Mack The Black, You Can Do No Wrong, Be A Clown und Love Of My Life) und komponierte die Instrumentalnummer Pirate Ballet zusammen mit Roger Edens und Conrad Salinger, während der kurioserweise nicht im Abspann genannte Lennie Hayton für die Orchestrierung der Filmmusik verantwortlich war. Für einige der Gesangsnummern steuerte Salinger die Arrangements bei.
- Cole Porter schrieb drei weitere Songs für dieses Filmmusical: Manuela und Martinique blieben unberücksichtigt; Voodoo wurde von Judy Garland aufgenommen, aber auf Betreiben von Louis B. Mayer nicht für den Film verwendet.
- Produzent Freed (Oscars 1952, 1959) konnte folgende preisgekrönte Mitarbeiter für die Produktion gewinnen: Kameramann Stradling (Oscar 1946, ein weiterer 1965), Art-Director Cedric Gibbons (Oscars 1930, 1935, 1941, 1942, 1945, 1947, nach dem Film noch 1950, 1952, 1953, 1954, 1957), Set-Decorator Edwin B. Willis (Oscars 1942, 1945, 1947, 1948, nach dem Film 1950, 1952, 1953, 1954, 1957) und Ton-Techniker Douglas Shearer (Oscars 1930, 1936, 1937, 1941, 1945, nach dem Film 1952; dazu Ehren- und Spezialoscars 1936, 1937, zweimal 1938, 1942, 1960, 1964).
- In späteren Jahren wurden folgende Mitarbeiter mit Preisen geehrt: Darstellerin Judy Garland (Golden Globe 1955), Regisseur Minnelli (Oscar und Golden Globe 1959), Arrangeur und Orchesterleiter Hayton (Oscars 1950, 1970), Art-Director Jack Martin Smith (Oscars 1964, 1967, 1970), Art-Director Arthur Krams (Oscar 1956), Kameramann Sam Leavitt (Oscar 1959) – hier als ungenannter Kameratechniker – und Kostüm-Designerin Barbara Karinska (Oscar 1949).

## Kritiken
„Judy Garlands Charme, Gene Kellys Tanzlust und Vincente Minnellis geschmackvolle Regie machen aus der eher anspruchslosen Drehbuchvorlage ein amüsantes Hollywoodmusical“, urteilte das Lexikon des internationalen Films. Prisma nannte den Film „ein schwungvolles Musical, in dem Gene Kelly seine eindrucksvollen Tanznummern als Co-Choreograf mitgestaltete“, und lobte die „opulenten Bühnenszenen“ und „scharfzüngigen Wortduelle zwischen Kelly und Garland, die als burschikoser Wildfang für Aufmerksamkeit sorgt“.
Cinema kam zu dem Schluss, „[m]it der extravaganten Choreographie von Gene Kelly und Robert Alton sowie den exquisiten Songs von Cole Porter wurde die simple Story zu einem Musical-Highlight, das leider vom damaligen Kinopublikum nur verhalten gewürdigt wurde“.

## Auszeichnungen
Bei der Oscarverleihung 1949 war der Film in der Kategorie Beste Filmmusik (Lennie Hayton) nominiert.